# Montse Watkins
Montse Watkins (Barcelona, 27 de agosto de 1955 - Kamakura, 25 de novembro 2000) foi uma tradutora, escritora de ficção e ensaísta, editora e jornalista espanhola, que viveu no Japão desde 1985 até seu falecimento em 2000 e que desenvolveu neste país a maior parte de suas atividades. Foi correspondente da agência de notícias espanhola Efe e do jornal catalão Avui, e colaboradora do jornal El Mundo, além de conhecida por seus estudos sobre a situação dos emigrantes latino-americanos nikkei no Japão. É considerada a pioneira da tradução direta de literatura japonesa ao espanhol. Como editora e tradutora sempre escolheu obras de autores de grande compromisso social como Kenji Miyazawa, Natsume Söseki, Osamu Dazai e Toson Shimazaki.

## Biografia
Montse Watkins Pedra, nasceu no bairro de La Salud (distrito de Gracia, Barcelona) em 27 de agosto de 1955, filha de Esteban Watkins Lafuente e de Maria Teresa Pedra Gil. Seu pai foi vice-secretário geral da Federação Catalã de Futebol durante 38 anos e a sua mãe se dedicava ao lar. O casal teve outra filha, Maite, dois anos mais nova que Montse. A família mudou-se para o bairro da Horta (distrito de Gracia, Barcelona) quando Montse tinha 3 anos de idade.
Watkins estudou no colégio das Hermanas Dominicas de la Anunciata no bairro da Horta, onde demonstrou uma inteligência viva e facilidade para os idiomas. Posteriormente, cursou Engenharia Agrônoma na Escola Industrial de Barcelona e durante um ano (1984) estudou filologia. Em março de 1985, Watkins viajou para o Japão, onde mergulhou no estudo da língua e cultura japonesas. Explicou em uma entrevista publicada em 1999: “Vim para a aventura com a imagem do Japão que desponta nos filmes de Yasujiro Ozu, uma imagem refinada”. Permaneceria no Japão até à sua morte, sem nunca mais ter voltado à Espanha. Durante três anos estudou o idioma japonês no prestigioso Saint Joseph's Institute of Japanese Studies em Roppongi (Tóquio) dirigido por franciscanos, enquanto vivia num apartamento no município de Itabashi, também na Capital.
Foi durante essa primeira época de estudos em Tóquio que começou a traduzir o escritor e poeta Kenji Miyazawa (1896-1933), concretamente a sua obra Ginga tetsudō no yoru, que publicaria em 1994 sob o título “Tren Nocturno de la Vía Láctea”, publicado depois em português como “Trem Noturno da Via Láctea” da Editora Luna Books, editora que Watkins fundou em Tóquio sob o selo editorial japonês Gendaikikakushitsu, fundado pelos editores Masakuni Ota e Hideko Karasawa.
Foi a primeira tradutora e editora a exercer ambas as funções, bem como a pioneira no Japão de tradução direta do original japonês para o castelhano.
Em 1988 passou a fazer parte da equipe da delegação em Tóquio da agência de notícias espanhola Efe onde permaneceu por sete anos até 1995. A partir de então foi correspondente do jornal catalão Avui para o qual seguiu enviando colaborações ao longo de toda a sua vida. Foi também colaboradora do jornal El Mundo.
Em 1991 conheceu aquele que seria seu parceiro sentimental até à sua morte, o brasileiro de origem japonesa Tomi Okiyama, membro do Comitê de Apoio aos Trabalhadores Latino-americanos (CATLA). Este encontro marcou um ponto de inflexão na vida de Watkins, já que, para além do seu interesse pelo Japão, sua língua e cultura, começou a desenvolver também o interesse pela situação dos trabalhadores latino-americanos, na sua maioria de origem japonesa, que se estabeleceram no Japão principalmente a partir de 1989 devido a uma mudança na política migratória nipônica. Watkins escreveria duas importantes monografias sobre a chegada e a presença dos latino-americanos no Japão, sendo também pioneira nesta área de pesquisa.
Em 1994 fundou a editora Luna Books na qual publicava traduções próprias e feitas por outros especialistas, ensaios jornalísticos e obras de ficção, para os quais contou, em alguns casos, com o patrocínio da The Japan Foundation.
Em outubro de 1995 começou a escrever a coluna Octavo Día (Oitavo dia) para o semanário japonês publicado em espanhol International Press, um jornal fundado em 1994 e dirigido às comunidades latino-americanas. Posteriormente Octavo Día cederia espaço ao A Vista de Pájaro (Pelo Olhar do Pássaro). Esta relação de colaboração se manteve ininterrupta até outubro de 2000, um mês antes do seu falecimento, que ocorreu devido ao câncer, num hospital de Kamakura. Publicou também artigos de opinião em outras publicações japonesas feitas na língua espanhola, como as revistas Musashi, Kyodai, e Diálogos.
Sua vida está sendo recoletada num livro e levada à tela pela jornalista e documentarista Chelo Alvarez-Stehle no projeto documental “Montse Watkins: Contos de Kamakura”, numa iniciativa sob os auspícios da pesquisadora Elena Gallego Andrada.

## Obras
Desde a criação da editora Luna Books, Watkins desenvolveu uma intensa atividade no Japão como autora, tradutora e editora. Escreveu dois ensaios jornalísticos sobre os latino-americanos no Japão, duas coleções de relatos e uma recopilação de lendas tradicionais, realizou 11 traduções literárias e editou uma coletânea de relatos de autores latinos no Japão. Watkins traduziu e publicou numerosas traduções de autores japoneses clássicos, entre as quais três obras de Kenji Miyazawa, uma delas “El mesón con muchos pedidos y otros cuentos” (A pousada com muitos pedidos e outros contos) com a sua colaboradora, a pesquisadora Elena Gallego de Andrada.

### Obras de ficção escritas por Watkins
- El portal rojo. Três histórias curtas ambientadas no Japão. Editora Gendaikikakushitsu/ Luna Books, 1994. ISBN 7738-9413-X. Publicado também em português com o título “O Portal Vermelho” e em japonês com o título “Gekko monogatari”.
- Las gafas rotas. Pequena sátira da vida no Japão moderno. Novela curta (1996). Editora Gendaikikakushitsu/ Luna Books 1994. ISBN4: 7738-9602-7. Também em português com o título “Óculos Quebrados” e em japonês com o título “Hibiwareta megane”.
- Leyendas de Kamakura (Lendas de Kamakura). Coleção de lendas protagonizadas por samurais, monges anciãos e animais mágicos. Editora Gendaikikakushitsu/ Luna Books 1998. ISBN4: 7738-9805-4.

### Obras de não ficção escritas por Watkins
- Pasajeros de un sueño: Emigrantes latinoamericanos en Japón. Uma ampla reportagem jornalística sobre a chegada e o assentamento dos trabalhadores latino-americanos no Japão. Publicado também em português com o título “Passageiros de Um Sonho” e em japonês com o título “Hikkage no nikkeijin”. Editora Gendaikikakushitsu/Luna Books 1995
- ¿El fin del sueño? Latinoamericanos en Japón. Reportagem jornalística sobre a chegada e assentamento dos trabalhadores latino-americanos no Japão. Também publicado em português com o título “O Fim do Sonho” e em japonês com o título “Yume no yukue”. Editora Gendaikikakushitsu/Luna Books 1999. ISBN4: 7738-9910-7

### Obras editadas por Watkins
- Encuentro (Encontro). Coletânea de relatos de autores latinos no Japão. ISBN 77389720 Editora Gendaikikakushitsu/ Luna Books 1997.

## Traduções
Watkins foi pioneira da tradução direta da literatura japonesa ao castelhano.
- Tren nocturno de la Vía Láctea (Ginga tetsudō no yoru) de Kenji Miyazawa. Publicado em português com o título "Trem Noturno da Via Láctea". Contém mais dois relatos do autor. Editora Gendaikikakushitsu/Luna Books 1994. ISBN4: 7738-9609-4
- El Dragón (O Dragão). Coletânea de relatos de Ryūnosuke Akutagawa. Editora Gendaikikakushitsu/Luna Books 1995. ISBN4: 7738-9506-3
- Histórias mágicas. Coletânea de 10 relatos e um poema de Kenji Miyazawa. Editora Gendaikikakushitsu/Luna Books 1996. ISBN4: 7738-9610-8
- Soy un gato (Wa-ga-hai wa neko de aru) (Sou um gato). Seleção de capítulos, de Natsume Sōseki. Editora Gendaikikakushitsu/Luna Books 1996. ISBN4: 7738-9519-5
- Histórias misteriosas. Coletânea de relatos de Koizumi Yakumo (Lafcadio Hearn). Editora Gendaikikakushitsu/Luna Books 1996. ISBN4: 7738-9612-4
- El precepto roto (Hakai) (O preceito quebrado) de Shimazaki Tōson. Editora Gendaikikakushitsu/Luna Books 1997. ISBN4: 7738-9710-4
- La linterna de peonía y otras historias misteriosas (Akumin) (A lanterna de peônia e outras histórias misteriosas). Coletânea de relatos de Koizumi Yakumo (Lafcadio Hearn). Editora Gendaikikakushitsu/Luna Books 1998.ISBN4: 7738-9801-1
- El ocaso (Shayō) (O Ocaso) de Osamu Dazai. Editora Gendaikikakushitsu/Luna Books 1999. ISBN4: 7738-9809-7
- Indigno de ser humano (Ningen shikkaku) (Declínio de um homem) de Osamu Dazai. Editora Gendaikikakushitsu/Luna Books 1999. ISBN4: 7738-9902-6
- El mesón con muchos pedidos (A pousada com muitos pedidos) de Kenji Miyazawa.Co-tradutora: Elena Gallego Andrada. Editora Gendaikikakushitsu/Luna Books 2000. ISBN4: 7738-0004-6
- Almohada de hierba (Kusamakura) (Travesseiro de ervas). Romance de Natsume Sōseki. Tradução inacabada. Após o falecimento de Watkins foi concluída por Shigeko Suzuki. Editora Gendaikikakushitsu/Luna Books 2005. ISBN4: 7738-0413-0